# Ramularia sambucina
Ramularia sambucina är en svampart som beskrevs av Sacc. 1882. Ramularia sambucina ingår i släktet Ramularia och familjen Mycosphaerellaceae.   Inga underarter finns listade i Catalogue of Life.